# Helma z Guisboroughu

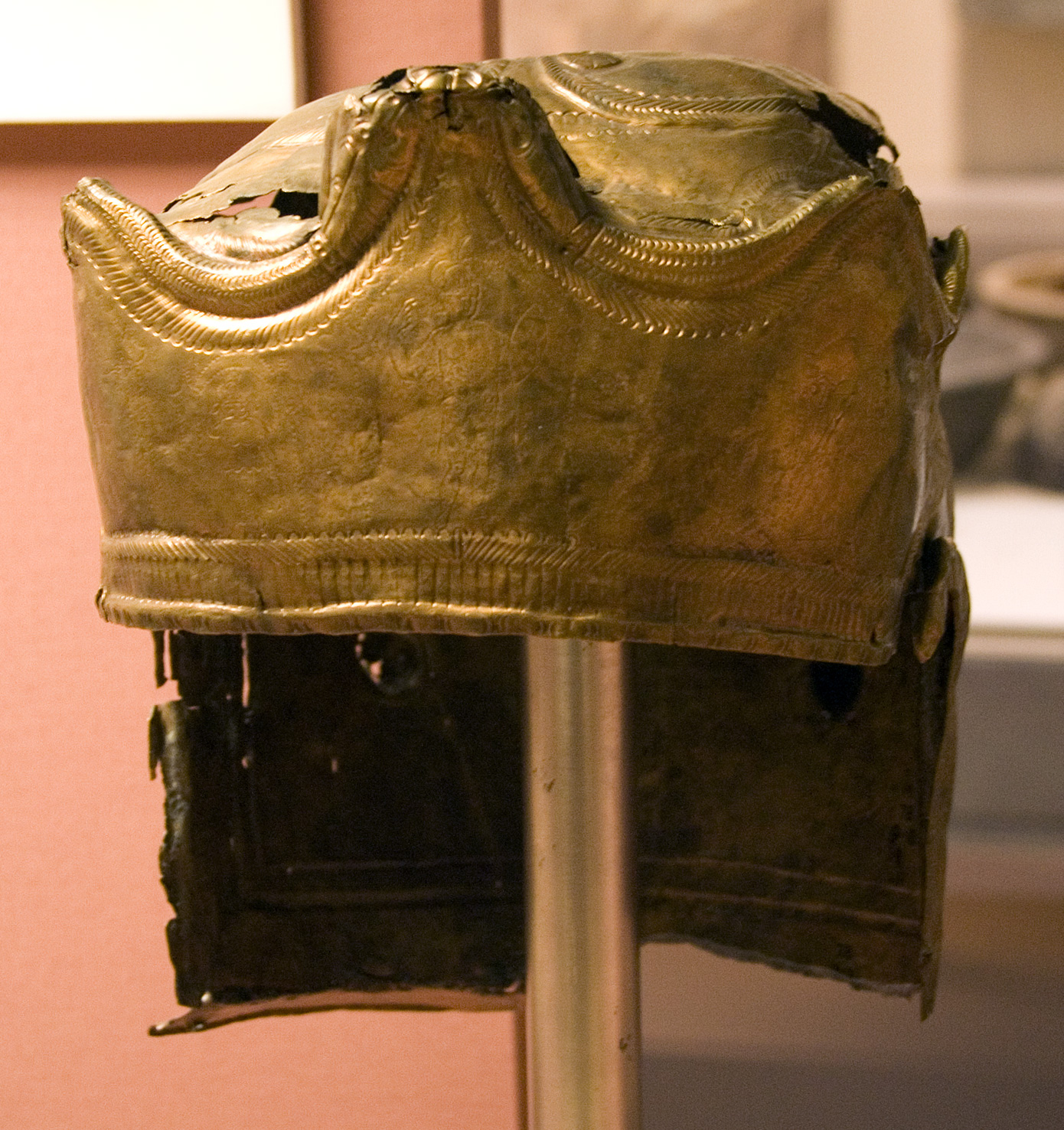
Přilba typu Guisborough

Helma z Guisboroughu je římská bronzová jezdecká helma nalezená roku 1864 nedaleko Guisboroughu v North Riding of Yorkshire v Anglii. Původně na ni byl připevněn pár ochranných lícních dílů, které se však nedochovaly. Zbyly po nich pouze otvory v místě jejich původního připevnění k přilbě, které se nachází před částí chránící uši. Přilba je bohatě zdobena reliéfními motivy. Díky svému uměleckému provedení byla pravděpodobně používána během přehlídek, i když mohla být nošena i v bitvě. V době nálezu byla přilba zdánlivě pečlivě uložena ve štěrkovém loži v oblasti vzdálené od všech známých římských nalezišť. Objevena byla během silničních prací a poté darována Britskému muzeu v Londýně, kde byla následně restaurována a vystavena.

## Vzhled a původ
Helma byla vyrobena z bronzu a slitiny mědi ve 3. století n. l. Na přední části přilby je vyobrazena svatyně zvaná edikula (název odvozený od latinského slova aedicula), v níž jsou umístěny postavy římských božstev Victorie, Marta a Minervy, která byla spojována s válkou. Mezi postavami jsou zobrazeni jezdci na vzpínajících se koních. Tento přední pás má v horní části tři vrcholy připomínající diadém. Tyto vrcholy jsou ohraničeny svíjejícími se hady, jejichž hlavy se setkávají ve středu a tvoří oblouk nad ústřední postavou Marta. V zadní části helmy je reliéfní květinový motiv se dvěma vyčnívajícími čepy. Na bocích a na horní části jsou vyobrazena ptačí pera a vzor podobný ptačímu peří. Vzhled helmy se podobá dalším podobným helmám z Worthingu v Norfolku či v Chalon-sur-Saône ve Francii. Navzdory své relativní tenkosti a honosnému zdobení archeologové předpokládají, že byly používány jak v bitvách tak na přehlídkách nebo na závodech jezdectva zvaných hippika gymnasia.
Otázka jejího uložení zůstává nezodpovězena. Byla zakopána ve stlačeném a složeném stavu v naprosté izolaci od jakýchkoliv jiných předmětů pocházejících ze stejného období. V blízkém okolí nebylo objeveno žádné související opevnění nebo pevnost. Podle nizozemského historika Johana Nicolaye, který se zabýval „životním cyklem“ římského vojenského vybavení, si však vysloužilí vojáci brali některé předměty s sebou domů jako připomínku své služby a občas se tyto předměty následně staly votivními oběťmi či byly pohřbeny s mrtvými. Další římská jezdecká helma, známá jako helma z Crosby Garrett, byla v květnu 2010 objevena v Cumbrii. Její nálezový kontext se podobal situaci v Guisboroughu, přilba však byla před pohřbem složena, což naznačuje, že se mohlo jedna o votivní dar nebo o ukrytou kořist.

## Nález a restaurování
Helma byla nalezena dne 19. srpna 1864 na farmě Barnaby Grange, ležící nedaleko města Guisborough. Byla nalezena během silničních prací prováděných Cleveland Railway Company. Byla hluboko zakopaná a umístěná ve štěrkovém loži. Nálezce helmy John Christopher Atkinson popsal v září 1864 okolnosti svého nálezu pro The Gentleman's Magazine. Při výkopových pracích byly nejdříve nalezeny zvířecí kosti, z nichž většina byla mimořádně dobře zachovalá. Na místě nebyly nalezeny žádné další artefakty a kosti s nálezem helmy neměly pravděpodobně žádnou spojitost.
Zpočátku byl nález nesprávně identifikován jako pancíř neznámého původu. Atkinson si původně myslel, že jeho výzdoba nese orientální prvky. Místní historik Thomas Richmond jej v roce 1868 chybně zařadil do pozdního keltského období nebo do raného anglosaského období.
V roce 1878 Frederick B. Greenwood, který vlastnil pozemek na němž byla přilba nalezena, nález předal Britskému muzeu. Tam byl následně restaurován, a během těchto prací bylo zjištěno, že se ve skutečnosti jedná o římskou helmu.
Podle helmy nalezené v Guisborough byl pojmenován typ římských jezdeckých přileb. Ty jsou označovány jako helma typu Guisborough a typickým znakem jsou tři hrboly na přední straně přilby.